# 2號高速鐵路 (比利時)
2號高速鐵路（法語：Ligne à Grande Vitesse 2，简称LGV 2，简称HSL 2）是一條位於魯汶及昂斯的比利時高速鐵路，全長64公里，全數位於高速專線，自2002年12月15日開始營業。
前往德國邊境的HSL 3已經完工通車，來往布魯塞爾南站和科隆火車總站最短只需1小時47分鐘。大力士高速列車、城際特快列車以及比利時鐵路的城際鐵路服務均會使用HSL 2。

## 路線

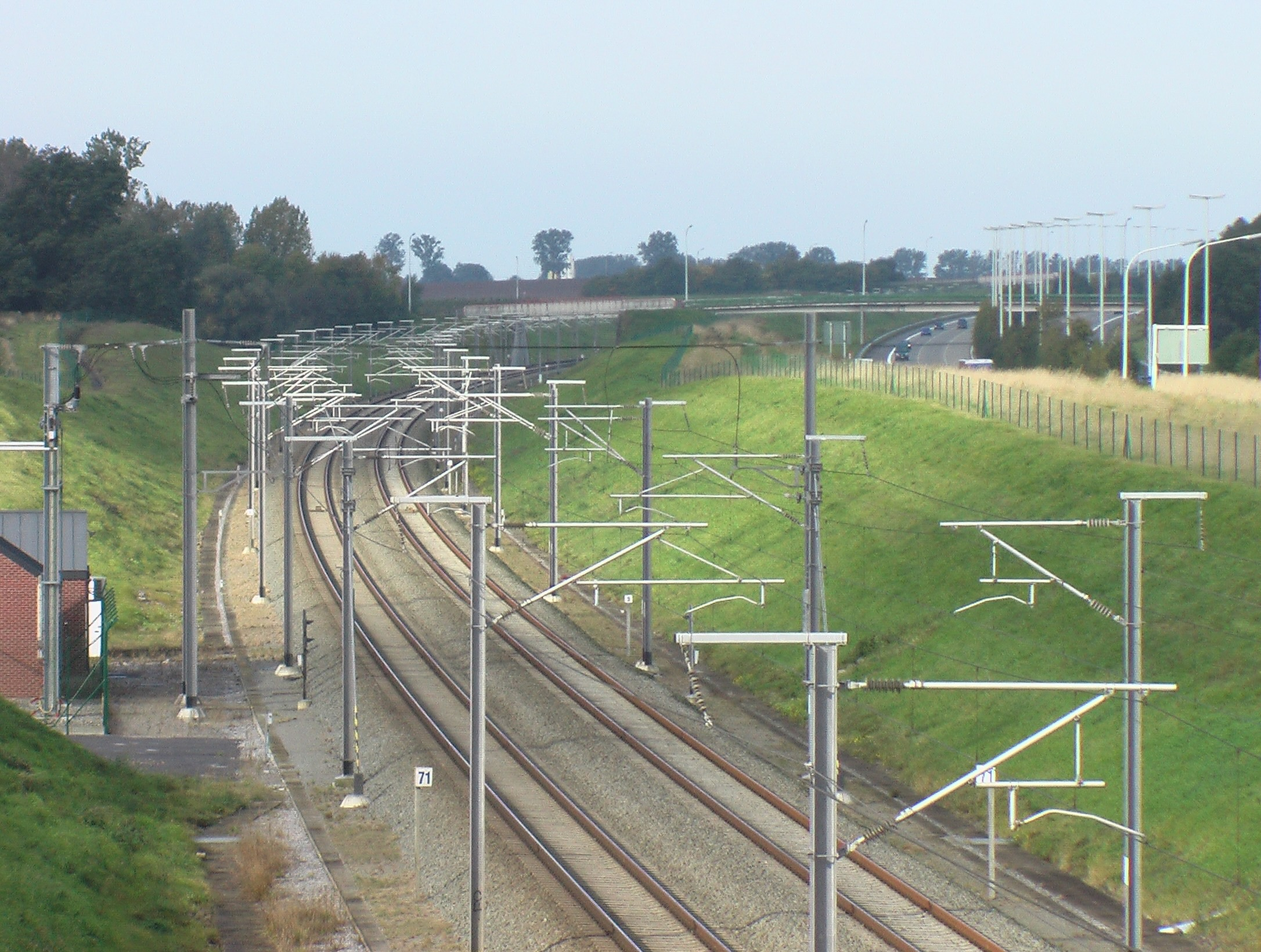
HSL 2 near Berloz alongside A3/E40

從布魯塞爾南站起，列車將向北通過0號鐵路前往布魯塞爾北站。自Schaarbeek車站起，路線分為兩條，北行列車經25N鐵路或25號鐵路，通過安特衛普中央車站和HSL 4前往荷蘭，而東行列車則經36N鐵路、2號鐵路或36號鐵路前往列日。自列日起，經37號鐵路和HSL 3前往德國邊境。Schaarbeek和魯汶間為4線，外側（即36號鐵路）最高速度為每小時160公里，內側（即36N鐵路）最高速度為每小時200公里，備有等同ETCS等級一的TBL 2訊號系統。

## 其他
路線的維修基地分別為於魯汶和昂斯。
HSL 2是一條按標準軌興建的複線鐵路，以25 kV, 50 Hz交流電進行電氣化。

## 外部連結
- Belrail: info on TBL 2 (in French)（页面存档备份，存于）
- Belrail: HSL 2 (in  French)（页面存档备份，存于）
- Railways in Belgium: HSL 2